# Tảo hôn
Tảo hôn là trường hợp kết hôn trong đó cô dâu và chú rể hoặc một trong hai người là trẻ em hoặc là người chưa đến tuổi kết hôn (thông thường là chưa đến tuổi dậy thì). Tập tục tảo hôn trước đây có mặt ở nhiều nơi trên thế giới, kể cả châu Âu, nay còn tồn tại ở một số vùng thuộc châu Phi, châu Á, châu Đại Dương và Nam Mỹ. Nó thường đi kèm với một phong tục khác là hôn nhân sắp đặt. Trong nhiều trường hợp, chỉ một trong hai bên là trẻ em, thường là phụ nữ, vì lý do trinh tiết hoặc vì lý do người phụ nữ ở một cộng đồng xã hội nhất định không được coi có khả năng kiếm tiền và vì khả năng sinh sản của phụ nữ mau kết thúc hơn so với nam giới. Trước tình hình nữ quyền và quyền trẻ em ngày càng được coi trọng, tập tục tảo hôn đang dần dần biến mất ở nhiều khu vực trên thế giới.

## Từ nguyên
Chữ Hán: 早婚, 早 nghĩa là "sớm", 婚 trong "hôn nhân, kết hôn".

## Tảo hôn tại các nước

### Tây Á

#### Yemen
Trên phân nửa các thiếu nữ tại Yemen làm hôn thú trước 18 tuổi, một số từ lúc 8 tuổi. Ủy ban lập pháp Sharia của chính quyền Yemen đã ngăn cản dự định tăng tuổi cưới lên 15 hay cả 18, với nguyên nhân là bất cứ luật nào định tuổi tối thiểu để làm hôn thú đều trái với đạo Hồi. Một số người đạo Hồi tích cực ở Yemen lý luận là một số thiếu nữ đã đủ phát triển để cưới khi 9 tuổi. Theo tổ chức HRW, vào năm 1999 tuổi được làm hôn thú tối thiểu từ 15 cho thiếu nữ bị hủy bỏ; tuổi dậy thì được giải thích theo một số người bảo thủ đã bắt đầu từ 9 tuổi, và như vậy 9 tuổi được cho là đủ điều kiện để được cưới hỏi. Trên thực tế, " Luật tại Yemen cho phép các thiếu nữ, con gái làm hôn thú bất cứ vào tuổi nào, nhưng cấm việc giao du tình dục với họ cho tới khi họ đủ phát triển ".
Vào tháng 4 năm 2008 Nujood Ali, một cháu bé 10 tuổi, đã thành công trong việc đòi ly dị người chồng 30 tuổi vì bị hãm hiếp. Trường hợp của cháu này đưa tới việc kêu gọi tăng tuổi cưới hợp pháp lên 18. Cuối năm 2008, ủy ban tối cao về người mẹ và trẻ em đề nghị định tuổi cưới tối thiểu là 18. Luật này đã được thông qua vào tháng 4 năm 2009. Nhưng luật này đã bị hủy bỏ ngay sau đó bởi những đại biểu quốc hội chống đối.

### Đông Nam Á

#### Indonesia
Tại Indonesia, tòa án tôn giáo có quyền cho phép đám cưới với các trường hợp còn nhỏ tuổi hơn luật quy định. Giữa tháng 4-2018, hai trẻ em chú rể 15 tuổi và cô dâu 14 tuổi được tổ chức lễ cưới một cách hợp pháp ở đảo Sulawesi, sau khi bị văn phòng phụ trách các vấn đề về tôn giáo (KUA) - nơi chịu trách nhiệm về việc tổ chức cưới xin - từ chối nhưng kháng cáo của gia đình họ thành công tại tòa án tôn giáo. Hiện tại, tuổi tối thiểu tại nước này để kết hôn cho nữ là 16 và nam là 19 theo luật từ năm 1974.
Theo thống kê của Quỹ Nhi đồng Liên Hợp Quốc (UNICEF) năm 2017, khoảng 14% phụ nữ Indonesia kết hôn khi chưa tròn 18 và 1% kết hôn trước tuổi 15. Báo cáo về tảo hôn đầu tiên của Indonesia thực hiện bởi chính quyền và UNICEF năm 2016 khẳng định tảo hôn là vi phạm nghiêm trọng quyền con người của trẻ em gái, bao gồm quyền đi học, quyền sức khỏe, quyền có thu nhập trong tương lai và quyền được đảm bảo an toàn.

## Hậu quả của tảo hôn
Nghiên cứu của tổ chức phi chính phủ Plan cho thấy tảo hôn "gây ra những hậu quả mang tính tàn phá, dẫn đến đói nghèo lâu dài, rủi ro về sức khỏe liên quan đến việc mang thai sớm". Các cô dâu trong những trường hợp tảo hôn cũng thường là nạn nhân của bạo hành gia đình.

## Văn hóa

### Âm nhạc
- Bài dân ca Phú Thọ "Bà Rằng Bà Rí"
- Bài rap Ấn Độ "Brides for Sale"

### Truyện tranh có ảnh
- Truyện hình Ấn Độ "Cô dâu 8 tuổi (Balika Vadhu)"
- Truyện Ấn Độ "Người bảo vệ của chồng (Pehredar Piya Ki)"
- Truyện tranh có ảnh của Việt Nam "Cuộc đời của Yến"
- Truyện tranh có ảnh của Việt Nam "Vợ ba"
- Truyện tranh có tài liệu Mỹ Tho "Child Marriage"